# 셜록홈즈 - 살인의 전주곡
셜록홈즈 - 살인의 전주곡(Dressed To Kill, Sherlock Holmes and Dressed to Kill)은 미국에서 제작된 로이 윌리엄 네일 감독의 1946년 액션, 모험 영화이다. 배질 라스본 등이 주연으로 출연하였고 로이 윌리엄 네일 등이 제작에 참여하였다.

## 출연

### 주연
- 배질 라스본
- 나이젤 브루스

### 조연
- 패트리샤 모리슨
- 해리 코딩
- 에드먼드 브레온
- 프레더릭 워록
- 칼 하보드
- 홈즈 허버트
- 메리 고든

## 제작진
- 세트: 러셀 A. 고스맨